# Successione di interi frattale
Una successione di interi è detta frattale se cancellando la prima occorrenza di ogni numero si ottiene di nuovo la sequenza iniziale.
Consideriamo per esempio la successione:
1, 1, 2, 1, 2, 3, 1, 2, 3, 4, 1, 2, 3, 4, 5, 1, 2, 3, 4, 5, 6, 1, 2, 3, 4, 5, 6, 7, 1, 2, 3, 4, 5, 6, 7, 8, 1, 2, 3, 4, 5, 6, 7, 8, 9, 1, 2, 3, 4, 5, 6, 7, 8, 9, 10, 1, 2,...
Essa è formata elencando i numeri naturali, fermandosi ad ogni nuovo valore inserito e ripartendo dall'inizio:
1
1, 2
1, 2, 3
1, 2, 3, 4
...
Applicando la definizione si ha (in corsivo i numeri cancellati):
1, 1, 2, 1, 2, 3, 1, 2, 3, 4, 1, 2, 3, 4, 5, 1, 2, 3, 4, 5, 6, 1, 2, 3, 4, 5, 6, 7, 1, 2, 3, 4, 5, 6, 7, 8, 1, 2, 3, 4, 5, 6, 7, 8, 9, 1, 2, 3, 4, 5, 6, 7, 8, 9, 10, 1, 2,...

## Particolari tipi di successioni frattali
La successione frattale in esempio è anche incrementale, ossia, se si togliessero tutti gli 1 si otterrebbe la stessa successione aumentata di 1.
Si dice trasformazione ordinale di una successione di interi a(n) un'altra successione b(n) i cui termini b(k) rappresentano il numero dei valori uguali ad a(k) nell'insieme {a(1), ..., a(n)} compreso. Riprendendo come esempio la successione iniziale ed operando la trasformazione ordinale  si ottiene:
1, 2, 1, 3, 2, 1, 4, 3, 2, 1, 5, 4, 3, 2, 1, 6, 5, 4, 3, 2, 1, 7, 6, 5, 4, 3, 2, 1, 8, 7, 6, 5, 4, 3, 2, 1, 9, 8, 7, 6, 5, 4, 3, 2, 1, 10, 9, 8, 7, 6, 5, 4, 3, 2, 1, 11, 10...
Si può dimostrare che una successione di interi è frattale se la sua trasformata ordinale è un frattale incrementale.
Togliendo tutti gli 1 dall'ultima successione si ottiene:
2, 3, 2, 4, 3, 2, 5, 4, 3, 2, 6, 5, 4, 3, 2, 7, 6, 5, 4, 3, 2, 8, 7, 6, 5, 4, 3, 2, 9, 8, 7, 6, 5, 4, 3, 2, 10, 9, 8, 7, 6, 5, 4, 3,  2, 11, 10,...
questa è la successione di partenza incrementata di 1. Quindi la trasformata ordinale è frattale incrementale e perciò la sequenza iniziale è frattale.
Sono dette frattali doppie le successioni che sono sia frattali che frattali incrementali.
Un altro esempio di successione frattale doppia:
1, 2, 1, 3, 2, 1, 4, 3, 2, 1, 5, 4, 3, 2, 1, 6, 5, 4, 3, 2, 1, 7, 6, 5, 4, 3, 2, 1, 8, 7, 6, 5, 4, 3, 2, 1, 9, 8, 7, 6, 5, 4, 3, 2, 1, 10, 9, 8, 7, 6, 5, 4, 3, 2, 1, 11, 10, 9, 8, 7, 6, 5, 4, 3, 2, 1, 12, 11, 10, 9, 8, 7, 6, 5, 4, 3, 2, ...